# Ivo Ulich
Ivo Ulich (n. 5 septembrie 1974, Opočno⁠(d), Republica Socialistă Cehă, Cehoslovacia) este un fotbalist ceh.
Între 1997 și 2000, Ulich a jucat 8 de meciuri și a marcat 1 goluri pentru echipa națională a Cehiei.

## Statistici
| Cehia | Cehia   | Cehia  |
| An    | Meciuri | Goluri |
| ----- | ------- | ------ |
| 1997  | 3       | 0      |
| 1998  | 2       | 0      |
| 1999  | 1       | 0      |
| 2000  | 2       | 1      |
| Total | 8       | 1      |